# کارن آلن
کارن جین آلن (انگلیسی: Karen Jane Allen؛ زاده ۵ اکتبر ۱۹۵۱) هنرپیشه اهل ایالات متحده آمریکا است. وی از سال ۱۹۷۸ میلادی تاکنون مشغول فعالیت بوده‌است موفقیت تجاری و انتقادی آلن زمانی حاصل شد که او نقش مقابل ماریون ریون‌وود را بازی کرد هریسون فورد,مهاجمان صندوق گمشده (۱۹۸۱)، که برای آن برنده جایزه شد,جایزه ساترن بهترین بازیگر نقش اول زن,جوایز ساترن قدیمی‌ترین جایزه تخصصی فیلم برای تقدیر از دستاوردهای فرار شبانه از خانه ۱۹۸۲ آدم‌فضایی (فیلم)(۱۹۸۴)، که برای آن دوباره نامزد جایزه ساترن برای بهترین بازیگر زن شد، و آلن همچنین به خاطر کارش در  مورد تقدیر قرار گرفته است،باغ وحش شیشه‌ای (فیلم ۱۹۸۷),ایندیانا جونز و قلمرو جمجمه بلورینو(۲۰۰۸),ایندیانا جونز و گردونه سرنوشت(۲۰۲۳). کارهای صحنه‌ای او شامل اجراهایی در,تئاتر برادویو او هم کارگردانی صحنه و هم تولید فیلم را بر عهده داشته است.

## اوایل زندگی
آلن در ۵ اکتبر ۱۹۵۱ به دنیا آمد کارولتون (ایلینوی),به روث پاتریشیا (با نام خانوادگی قبلی هاول) (۱۹۲۷–۲۰۲۰)، استاد دانشگاه، و کارول تامپسون آلن (۱۹۲۵–۲۰۱۵),اف‌بی‌آی,او اصالتاً انگلیسی، ایرلندی، اسکاتلندی و ولزی است. شغل پدرش خانواده را مجبور به نقل مکان مکرر می‌کرد. من تقریباً هر سال در حال نقل مکان بودم و بنابراین همیشه شاگرد جدید مدرسه بودم و به نوعی همیشه از داشتن هرگونه دوستی پایدار محروم بودم موسسه فناوری مد
در ۱۷ سالگی، او برای تحصیل در رشته هنر و طراحی به نیویورک نقل مکان کرد.

## فیلم‌شناسی
- خانه حیوانات (۱۹۷۸)
- گشت زنی (۱۹۸۰)
- مهاجمان صندوق گمشده (۱۹۸۱)
- استارمن (۱۹۸۴)
- باغ وحش شیشه‌ای (۱۹۸۷)
- تراشکاری (۱۹۹۲)
- مالکوم ایکس (۱۹۹۲)
- پادشاه تپه (۱۹۹۳)
- تا تو بودی (۱۹۹۷)
- کاملاً طوفانی (۲۰۰۰)
- در اتاق خواب (۲۰۰۱)
- جهانگرد (۲۰۰۱)
- ایندیانا جونز و قلمرو جمجمه بلورین (۲۰۰۸)
- ایندیانا جونز و گردانه سرنوشت (۲۰۲۳)پس از فارغ‌التحصیلی از دبیرستان دووال، در,لانهام-سابروک (مریلند)